# 真木武志
真木 武志（まき たけし、1971年 -）は、日本の推理作家。富山県生まれ。金沢大学卒業。2000年10月、横溝正史賞（現 横溝正史ミステリ大賞）の最終候補作となった『ヴィーナスの命題』で綾辻行人の推薦を受けデビューした。

## 来歴・人物
デビュー作『ヴィーナスの命題』は、第20回横溝正史賞の選考会で賛否両論を呼び、受賞は逃したものの、選考委員の1人である綾辻行人の強い推薦もあり、刊行されることとなった。綾辻行人は選評で、竹本健治『匣の中の失楽』や法月綸太郎『密閉教室』、恩田陸『六番目の小夜子』などの先行作品を思い出させつつも、決して借りものになっていない作品、青春小説としても本格ミステリとしても、非常に愛すべき作品だと評している。
デビュー後のインタビューで作者は、最近心に響いた作品として塩野七生「ローマ人の物語」シリーズ、本多孝好『MISSING』、秋山瑞人『猫の地球儀』、テレビアニメ「無限のリヴァイアス」を挙げている。また同インタビューで、大学生を主人公とした第二作を執筆中と述べていたが、未刊行である。

## 作品リスト
単行本
- ヴィーナスの命題 （角川書店、2000年10月、ISBN 978-4048732475）